# Gerbille de Wagner
Dipodillus dasyurus
Espèce
Statut de conservation UICN

 LC  : Préoccupation mineure
La Gerbille de Wagner (Dipodillus dasyurus) est une espèce de rongeurs de la famille des Muridés. On la rencontre sur le pourtour de la péninsule arabique.
D'autres classifications rangent cette espèce dans le genre Dipodillus.

Synonymes :
- Gerbillus dasyurus[2]
- Dipodillus (Petteromys) dasyurus[3]